# Macchine dell'Isola di Nantes

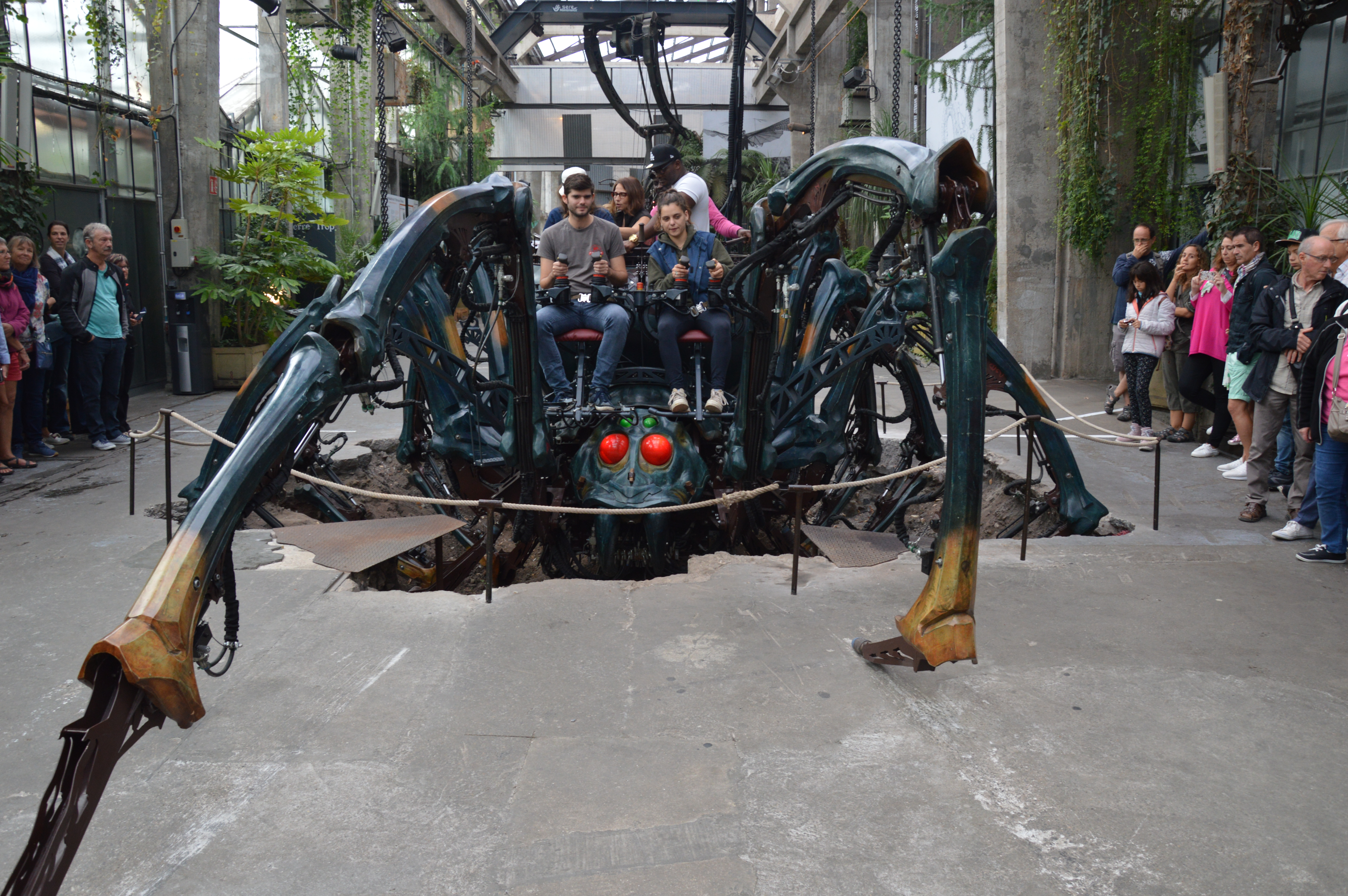
L'araignée

Le Macchine dell'Isola di Nantes (Les Machines de l'Île) sono un'attrazione turistica dei La Machine sita presso l'Isola di Nantes.
Si tratta di alcune creazioni meccaniche di grandi dimensioni che, secondo i loro creatori, "si collocano all'incrocio tra i mondi inventati di Jules Verne, l'universo meccanico di Leonardo da Vinci e la storia industriale di Nantes".
Le Macchine, site presso il Parc des Chantiers, includono il Grand Eléphant (creato nel 2007), il Carrousel des Mondes Marins (2012), una giostra su cui sono collocate diverse stravaganti creature marine, e l'Arbre aux hérons (l'albero degli aironi), in fase di costruzione.